# سیمون پردس
سیمون پردس (اسپانیایی: Simón Peredes‎؛ زادهٔ ۲۴ دسامبر ۱۹۴۵) بازیکن بسکتبال اهل پرو بود. وی در بازی‌های المپیک تابستانی ۱۹۶۴ شرکت کرده‌است.